# Angola na Letních olympijských hrách 2008
Angola se účastnila Letní olympiády 2008 v šesti sportech. Zastupovalo ji 32 sportovců.

## Basketbal muži
v basketbalovém turnaji mužů Angola prohrála všechny své zápasy a ze skupiny B nepostoupila
výsledky:
- Angola – Německo 66:95
- Angola – USA 76:97
- Angola – Čína 68:85
- Angola – Řecko 61:102
- Angola – Španělsko 50:98

soupiska:
Olimpio Cipriano, Abdel Aziz Boukar, Joaquim Gomes, Eduardo Mingas, Carlos Almeida, Felizardo Ambrosio, Milton Barros, Luis Costa, Carlos Morais, Armando Costa, Leonel Paulo, Antonio Geronimo

## Plážový volejbal
Emanuel Fernandes, Abreu Morais
ve skupině C turnaje plažových volejbalistů prohráli všechny 3 zápasy a skončily na posledním místě
- Ricardo, Emanuel / Brazílie 0:2
- Schacht, Slack / Austrálie 0:2
- Geor, Gia / Gruzie 0:2

## Házená ženy
- házenkařky Angoly v olympijském turnaji zaznamenali 4 porážky a remízu s Kazachstánem a ve skupině A obsadily s 1 bodem poslední místo

výsledky:
- Angola – Francie 21:32
- Angola – Norsko 17:31
- Angola – Čína 24:32
- Angola – Rumunsko 23:28
- Angola – Kazachstán 24:24

soupiska:
- brankářky: Maria Odete Sanches Tavares, Maria Rosa Da Costa Pedro
- spojka: Luisa Kiala
- pivot: Elizabeth Amelia Basilio Viegas, Bombo Madalena Calandula
- levé křídlo: Elisabeth Jurema Faro Cailo, Natalia Maria Bernardo, Wuta Waco Bige Dombaxi
- pravé křídlo: Azenaide Danila Jose Carlos, Isabel Sambovo Fernandez, Nair Filipe Pires De Almeida, Maria Teresa Neto Joaquim Eduardo, Ilda Maria Bengue, Filomena Jose Trindade

## Atletika
Joao N'Tyamba
- jediný atlet v angolské výpravě nedokončil maraton mužů

## Plavání
Joao Luis Cardoso Matias
- v 1. rozplavbě na 100m motýlek muži ukončil závod ze 3 závodníků na 2. místě a časem 57.58 dále nepostoupil

## Kanoistika
Fortunato Luis Pacavira – v disciplíně C1 na 500m a 1000m dosáhl těchto výsledků:
- v 1. rozjížďce na 500m obsadil časem 2:13.265 poslední 8. místo a se ztrátou 25.170 na vítěze a dále nepostoupil
- v 1. rozjížďce na 1000m obsadil časem 4:39.538 7. místo a jako poslední postoupil do semifinále.V něm ale časem 4:40.697 obsadil poslední 9. místo